# Juan José García Ochoa
Juan José García Ochoa (Guanajuato, Guanajuato, 1969). Político mexicano, diputado federal de la LIX Legislatura del Congreso de la Unión de México, miembro del Partido de la Revolución Democrática, estudió la licenciatura en Administración de Empresas con especialización en Finanzas en la Universidad Iberoamericana, inició la maestría en Economía con la especialidad en Política Económica, en la Universidad Nacional Autónoma de México. 
A los 20 años inició sus actividades partidistas, al ser miembro fundador del Partido de la Revolución Democrática (PRD), en 1989, donde se desempeñó como: analista del Instituto de Estudios de la Revolución Democrática el cual era dirigido por la destacada economista perredista Ifigenia Martínez y secretario técnico de la Comisión Nacional del Programa del PRD, subsecretario de Imagen y Candidaturas de la Secretaría de Asuntos Electorales del CEN del PRD en 1994, secretario general de la Convergencia Juvenil del PRD en 1994, Coordinador del Programa Nacional de Formación de Jóvenes de la Secretaría de Formación Política del CEN del PRD en 1996, Asesor de Demetrio Sodi en el Grupo Parlamentario del PRD, Vicepresidente alterno de la Unión Internacional de Juventudes Socialistas en 1997 coordinador nacional de la Juventud Democrática del PRD, secretario de Asuntos Internacionales en el CEN presidido por Amalia García en 1999, con quien está vinculado políticamente. Diputado federal del grupo parlamentario del PRD en la LIX Legislatura.
A nivel internacional participó en diferentes eventos sobre políticas públicas en Estados Unidos, Ecuador, Nicaragua, Venezuela, Brasil, Argentina, Uruguay, Chile, República Dominicana, Jamaica, Cuba, Noruega, Suecia, Bélgica, Francia, España, Albania, Austria, Alemania, Italia, Marruecos, Sudáfrica, China, Mozambique, Perú, Panamá, Japón e India. Forma parte de organizaciones como el Foro del Futuro de las Relaciones México-Estados Unidos, el Consejo Mexicano de Relaciones Internacionales, el Centro de Estudios Metropolitanos A. C, y la Red Ciudadana por la Democracia Social A.C. 